# Лажеаду-Гранди
Лажеаду-Гранди (порт. Lajeado Grande)  —  муниципалитет в Бразилии, входит в штат Санта-Катарина. Составная часть мезорегиона Запад штата Санта-Катарина. Входит в экономико-статистический  микрорегион Шаншере. Население составляет 1660 человек на 2006 год. Занимает площадь 65,928 км². Плотность населения — 25,2 чел./км².

## История
Город основан 12 декабря 1991 года.

## Статистика
- Валовой внутренний продукт на 2003 составляет 24.426.262,00 реалов (данные: Бразильский институт географии и статистики).
- Валовой внутренний продукт на душу населения на 2003 составляет 15.077,94 реалов (данные: Бразильский институт географии и статистики).
- Индекс развития человеческого потенциала на 2000 составляет 0,813 (данные: Программа развития ООН).